# كارل وايغرت
كارل وايغرت (بالألمانية: Carl Weigert)‏ (و. 1845 – 1904 م) هو عالم أمراض، وأستاذ جامعي، وعالم تشريح ألماني، توفي في فرانكفورت، عن عمر يناهز 59 عاماً.